# Silvia Augsburger

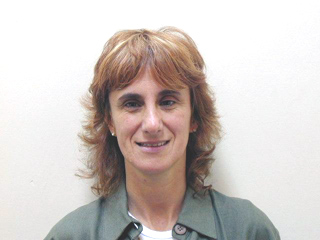
Silvia Augsburger

Silvia Augsburger (* 1962 in Rosario) ist eine argentinische Politikerin und Biochemikerin.

## Leben
Nach ihrer Schulzeit studierte Augsburger in Rosario an der Universidad Nacional de Rosario Biochemie und war danach als Biochemikerin tätig. Augsburger wurde Mitglied der Partido Socialista. Von 1997 bis 2005 war sie Mitglied im Stadtrat von Rosario. Von 2005 bis 2009 war Augsburger Abgeordnete im Argentinischen Nationalkongress.